# Fristaten Schaumburg-Lippe
Fristaten Schaumburg-Lippe var en republik i Tyska riket som grundades ur Furstendömet Schaumburg-Lippe efter Tyska revolutionen 1918. Fristaten var den näst Bremen och Lübeck till areal minsta, till folkmängd absolut minsta.

## Historia
Furst Adolf avsade sig
16 november 1918 tronen för sig och sin ätt. Enligt författningen av 24 februari 1922 väldes lantdagens
15 ledamöter genom allmän, lika, hemlig och direkt rösträtt efter proportionell metod. Regeringen utövades av en styrelse om 5 personer. Vid val till tyska riksdagen tillhörde Schaumburg-Lippe valkretsen Westfalen-Nord.
I Schaumburg-Lippe var SPD (Sozialdemokratische Partei Deutschlands) alltid den starkaste fraktionen i lantdagen och fram till mars 1933 var de med i en koalitionsregering tillsammans med DDP (Deutsche Demokratische Partei). Vid två folkomröstningar (1926 och 1930) röstades förslaget om anslutning till Preussen ned av befolkningen i Schaumburg-Lippe.
Den 23 november 1946 godkände den brittiska militärregeringen en sammanslagning av länderna Fristaten Braunschweig, Land Hannover, Oldenburg och Fristaten Schaumburg-Lippe till förbundsstaten Niedersachsen.